# Електричний акумулятор

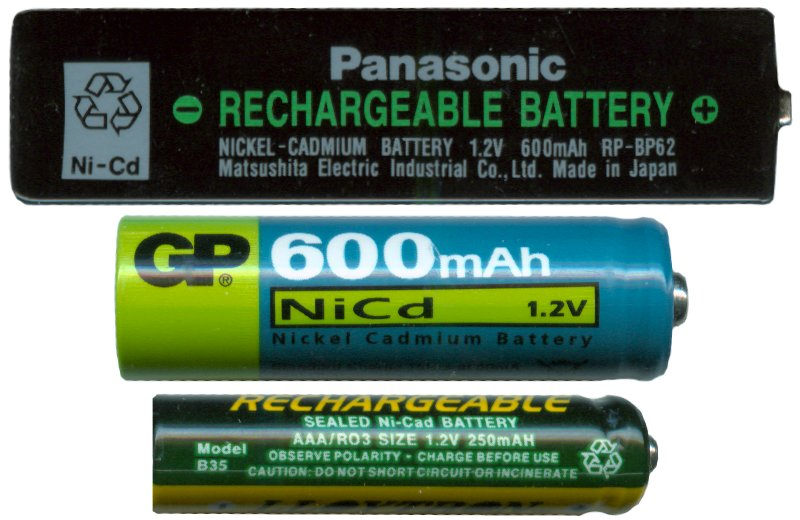
Нікель-кадмієві (NiCd) акумулятори

Електри́чний акумуля́тор (від лат. accumulare — «нагромаджувати») — хімічне джерело електричного струму багаторазової дії, особливість якого полягає в зворотності внутрішніх хімічних процесів, що забезпечує його багаторазове циклічне використання (через заряд-розряд) для накопичення електричної енергії та автономного електроживлення різноманітних електротехнічних пристроїв та систем. Електричний акумулятор належить до категорії вторинних хімічних джерел струму.

## Спосіб дії
Спосіб дії акумулятора заснований на зворотності хімічної реакції. Найпоширеніші електричні (кислотні та лужні) акумулятори накопичують хімічну енергію (внаслідок зворотних хімічних реакцій між речовиною електродів та електролітом), і віддають електричну енергію, являючись гальванічними елементами. Працездатність акумулятора може бути відновлена шляхом заряджання, тобто пропусканням постійного електричного струму в напрямку, зворотному напрямку струму під час розряджання: на негативному (-) електроді (катоді) реакція окиснення замінюється реакцією відновлення, а на позитивному (+) електроді (аноді) реакція відновлення змінюється на реакцію окиснення.

## Характеристики
- Ємність акумулятора — це найбільший можливий корисний заряд, що віддається повністю зарядженим акумулятором при розряджанні до найменшої допустимої напруги.

В Міжнародні системі одиниць SI ємність акумуляторів вимірюють в кулонах. Насправді ж використовується позасистемна одиниця Ампер-година: 1 А⋅год = 3600 Кл.
- Енергетична ємність — енергія, що віддається цілком зарядженим акумулятором впродовж розряджання до найменшої допустимої напруги.

В системі SI енергетична ємність вимірюється в джоулях. На практиці використовується позасистемна одиниця Ват-година: 1 Вт⋅год = 3600 Дж.
За низьких температур дієвість акумуляторів всіх електрохімічних систем різко знижується. Водночас, NiCd акумулятори можуть працювати й при -40 °С, тоді як температура -20 °С є межею, за якої NiMH, SLA й Li-ion акумулятори припиняють функціонувати.
Хоча акумулятор і може працювати за низьких температур, це зовсім не означає, що він також може бути легко заряджений за тих умов. Сприйнятливість до заряджання більшості акумуляторів у разі дуже низьких температур надзвичайно обмежена, і струм заряджання у цьому разі повинен бути зменшений до 0,1 С (ємності).

## Застосування
Акумулятори широко застосовують в техніці: на автомобільному, морському, повітряному і залізничному транспорті, в радіотехніці, на телефонних і електричних станціях, електромобілях, для освітлення і сигналізації на штучних супутниках Землі, космічних апаратах тощо.
2016 року, міжнародна енергетична компанія AES ввела у дію сховище електроенергії з батарей літій-іонних акумуляторів ємністю 20 МВт·год, під'єднане до єдиної енергосистеми Нідерландів, призначене для зберігання надлишку електроенергії від відновлюваних джерел енергії.

## Склад, улаштування
Акумулятор, як і будь-яке хімічне джерело струму, складається з додатного і від'ємного електродів та електроліту, в який вони занурені. Різниця потенціалів, що виникає на межі контакту електродів з електролітом, утворює ЕРС акумулятора (або напругу акумулятора при розімкнутому колі). Під час розряджання акумулятора енергія хімічних реакцій перетворюється на електричну енергію; впродовж заряджання, навпаки, електрична енергія перетворюється на хімічну.

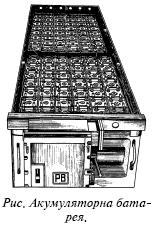
Стартерна акумуляторна батарея виконана у вигляді системи із декількох електрохімічних комірок. Послідовно з'єднані електрохімічні комірки називають «батареєю».

Акумуляторна батарея може бути виконана із декількох електрохімічних комірок, об'єднаних в одне електричне коло. Ці комірки сполучені електрично і конструктивно для отримання необхідних значень струму і напруги. Використовується, зокрема, як джерело енергії для живлення тягових електродвигунів акумуляторних електровозів. Основні показники, які визначають такий акумулятор, — електрорушійна сила, напруга, внутрішній опір, струм та ємність.
В акумуляторах глибокого заряду-розряду (поїздів, човнів, автонавантажувачів), автомобільних акумуляторах (забезпечують постійне подавання струму протягом тривалого періоду часу) енергію виробляють елементи — група свинцевих пластин покритих окисом свинцю і кислотою. Свинцеві решітки покриті окисом свинцю і кислотою називають пластинами. Поперемінно чергуючи позитивні і негативні, пластини складені стопками і вставлені у футляри називають елементами.
Лужні залізонікелеві акумулятори (що застосовуються частіше) порівняно з кислотними свинцевими мають низку переваг: можуть зберігатися в розрядженому або напів-розрядженому стані, не виходять з ладу внаслідок коротких замикань, мають більший строк служби. Переваги кислотних акумуляторних батарей: вищий ККД, вища розрядна напруга, менший внутрішній опір. На копальнях як акумуляторні батареї використовують кислотні (свинцеві) і лужні (залізонікелеві) акумулятори.
Нині одним з найбільших в Європі виробників стартерних акумуляторних батарей є Національна акумуляторна корпорація "ISTA".

## Типи акумуляторів
Розрізняють кислотні (свинцеві) і лужні акумулятори.
Кислотні акумулятори мають високу номінальну напругу (2 В), незначний внутрішній електричний опір та відносно високий коефіцієнт корисної дії (до 0,85). Проте невеликий термін служби, недостатня міцність та незадовільна робота за низьких і високих температур обмежують їх застосування.
Лужні акумулятори мають низку переваг перед кислотними: вони міцніші, не бояться перевантажень, добре працюють в широких межах температур, невимогливі до виробничих умов. Основні їх вади: низький ККД (до 60 %) і напруга (1,2; 1,25; 1,33 В).
За складом електродів (активної маси) лужні акумулятори поділяють на:
- кадмій-нікелеві;
- залізо-нікелеві;
- цинк-нікелеві;
- срібло-цинкові.

Кадмій-нікелеві акумулятори можуть бути дуже малих розмірів — 1–3 см² (т. зв. ґудзики), їх застосовують у слухових апаратах для глухих та в напівпровідникових радіоприладах. Лужні акумулятори виробляють сухими.

### Класифікація за конструкцією
За способом утримання електродів акумулятори поділяють на:
- Ламельні, або пластинчасті (у них активна маса поміщена у ламелі. У залізо-нікелевих акумуляторах ламелями є пласкі стальні коробочки з перфорованими стінками);
- Безламельні.

Безламельні акумулятори мають підвищену ємність і менші розміри. Останнім часом почали застосовувати стартерні залізо-нікелеві акумулятори, які працюють у разі низьких температур краще, ніж кислотні. Для одержання великих імпульсних струмів за низьких і високих температур та значних змінах атмосферного тиску, застосовують срібло-цинкові акумулятори.

### Новітні типи акумуляторів
На початку січня 2024 року, платформа Azure Quantum Elements від Microsoft, що працює на базі ШІ, здійснила наукове відкриття, яке пов'язане з підбором матеріалів для батарей, який зробив би їх набагато ефективнішими, ніж літій-іонні аналоги. Експерти з Тихоокеанської північно-західної національної лабораторії з матеріалів, запропонованих ШІ, вибрали один — з'єднання літію і натрію в співвідношенні 30 до 70. Тести показали, що акумулятор із літію та натрію, який отримав назву CR2032, працює справно, не перегріваючись, що вказує на його безпеку.

### Вітчизняні розробки
У вересні 2024 року, за повідомленням видання AgroTimes, компанія Kness (Вінниця) розробила акумуляторну батарею потужністю 1 МВт. Зазначається, що програмне забезпечення Energy storage було розроблено українською компанією, а понад 50 % обладнання — також  українського виробництва.

## Порівняння
Електричні та експлуатаційні характеристики акумулятора залежать від матеріалу електродів і складу електроліту. Зараз найбільш поширені такі акумулятори:
| Тип                  | Напругаa | Щільність енергіїb | Щільність енергіїb | Щільність енергіїb | Потужністьc | ККДd    | E/$e     | Розряд.f | Кількість циклівg | Тривалість використанняh                        |
| Тип                  | (В)      | (МДж/кг)           | (Вт·г/кг)          | (Вт·г/л)           | (Вт/кг)     | (%)     | (Вт·г/$) | (%/міс.) | (#)               | (років)                                         |
| -------------------- | -------- | ------------------ | ------------------ | ------------------ | ----------- | ------- | -------- | -------- | ----------------- | ----------------------------------------------- |
| Лужно-кислотний      | 2,1      | 0,11-0,14          | 30-40              | 60-75              | 180         | 70–92 % | 5-8      | 3–4 %    | 500-800           | 3 (автомобільний акумулятор), 20 (стаціонарний) |
| VRLAi                | 2,105    |                    |                    |                    |             |         |          |          |                   |                                                 |
| Лужний               | 1,5      | 0,31               | 85                 | 250                | 50          | 99,9 %  | 7,7      | <0,3     | 100-1000          | <5                                              |
| Ni-залізо            | 1,2      | 0,18               | 50                 |                    | 100         | 65 %    | 5-7,3    | 20–40 %  |                   | 50+                                             |
| Ni-кадмій            | 1,2      | 0,14-0,22          | 40-60              | 50-150             | 150         | 70–90 % |          | 20 %     | 1500              |                                                 |
| NiH2                 | 1,5      |                    | 75                 |                    |             |         |          |          | 20 000            | 15+                                             |
| NiMH                 | 1,2      | 0,11-0,29          | 30-80              | 140-300            | 250-1000    | 66 %    | 1,37     | 20 %     | 1000              |                                                 |
| Ni-цинк              | 1,7      | 0,22               | 60                 | 170                | 900         |         | 2-3,3    |          | 100-500           |                                                 |
| Li-іонний            | 3,6      | 0,58               | 160                | 270                | 1800        | 99,9 %  | 2,8-5    | 5–10 %   | 1200              | 2-3                                             |
| Літій тонкоплівковий | ?        |                    |                    | 350                | 959         | ?       | ?p       |          | 40000             |                                                 |
| ZnBr                 |          |                    | 75-85              |                    |             |         |          |          |                   |                                                 |
| V-редокс             | 1,4-1,6  |                    | 25-35              |                    |             | 96 %    |          |          | 14 000            | 10 (стаціонарний)                               |
| NaS                  | 2        | 0,54               | 150                |                    |             | 89–92 % |          |          | 2500-4500         |                                                 |
| Розплавлена сіль     |          |                    | 70-110             |                    | 150-220     |         | 4,54     |          | 3000+             | 8+                                              |
| Супер залізо         |          |                    |                    |                    |             |         |          |          |                   |                                                 |
| Срібло-цинк          |          |                    | 130                | 240                |             |         |          |          |                   |                                                 |
| Na-іонний            | 3,6      |                    | до 400             |                    |             |         |          |          | 2000              |                                                 |

Примітки
Задля лаконічності, записи в таблиці було скорочено. Для повного описання, дивіться окремі статті про кожний тип.
- a Номінальна напруга елементу, Вольт.
- b Щільність енергії = накопичена енергія/вага або енергія/об'єм, в трьох одиницях вимірювання
- c Питома потужність = потужність/вага, Вт/кг
- d Коефіцієнт корисної дії заряду/розрядки у відсотках, %
- e Енергія/вартість споживання в Вт*г/US$ (приблизно)
- j Безпечна для працездатності акумулятора глибина розряду
- f Коефіцієнт саморозряду у відсотках на місяць
- g Кількість робочих циклів
- h Тривалість періоду працездатності, років
- i До VRLA або рекомбінантів належать гелеві акумулятори та абсорбційні скляні пластинки
- p Пілотне виробництво
- r В залежності від кількості циклів розряду